# Si on chantait (film)
Pour les articles homonymes, voir Si on chantait (homonymie).
Pour plus de détails, voir Fiche technique et Distribution.
Si on chantait ! est un film français réalisé par Fabrice Maruca, sorti en 2021.

## Synopsis
Quiévrechain, ville ouvrière du nord de la France. Après la fermeture de l'usine dans laquelle ils travaillaient, un groupe d'amis décident de monter une entreprise baptisée Si on chantait. Le principe en est le suivant : pour une quelconque occasion (mariage, rupture, anniversaire...), les clients commandent une chanson à la bande d'amis qui viennent la chanter à leur destinataire.

## Fiche technique
- Titre original : Si on chantait
- Réalisation : Fabrice Maruca
- Sociétés de production : Société nouvelle de distribution, Cine Nomine
- Société de distribution : Société nouvelle de distribution
- Pays d'origine :  France
- Langue originale : français
- Genre : Comédie
- Durée : n/a
- Dates de sortie : 3 novembre 2021

## Distribution
- Jérémy Lopez : Franck
- Alice Pol : Sophie
- Clovis Cornillac : Jean-Claude
- Artus : José
- Chantal Neuwirth : Henriette
- Annie Grégorio : mère de José
- Frédéric Gorny : Philippe
- Patrick Bonnel : Christian, père de Franck
- Agnès Miguras : Laurence
- Sébastien Chassagne : collègue barbu
- Olivier Bayart : concurrent entretien
- Marc Riso : Client pizza
- Marion Mezadorian : Femme client pizza
- Lauriane Escaffre : Femme de Philippe
- Jean-François Gallotte : Vieux monsieur livraison Je te promets
- Nicolas Martinez : le collègue moqueur

## Production

### Tournage
Le film a été tourné dans le département du Nord à Quiévrechain, Crespin, Valenciennes, Saint-Saulve, Curgies, Wallers, et Raismes.

## Musique
- Si on chantait (Julien Clerc)
- Les Sunlights des tropiques (Gilbert Montagné)
- Savoir aimer (Florent Pagny)
- Je m'voyais déjà (Charles Aznavour)
- Les Yeux de la mama (Kendji Girac)
- Tout le bonheur du monde (Sinsemilia)
- Voulez-vous danser grand-mère ?
- Sapés comme jamais (Maître Gims)
- Viens boire un p'tit coup à la maison (Licence IV)
- Quand la musique est bonne (Jean-Jacques Goldman)
- Le Banana split (Lio)
- Je te promets (Johnny Hallyday)
- Et si tu n'existais pas (Joe Dassin)
- Partir un jour (2 be 3)
- Attention mesdames et messieurs (Michel Fugain)
- Je suis venu te dire que je m'en vais (Serge Gainsbourg)
- Balance ton quoi (Angèle)
- Je t'aime (Lara Fabian)
- Femme Like U (K. Maro)

## Autour du film
- La production du film fut lancée par visioconférence durant le premier confinement dû à la pandémie de Covid-19. Le tournage s'est déroulé durant l'été 2020[2].
- Fabrice Maruca est réellement originaire de la ville de Quiévrechain[2].
- À l'exception de Jérémy Lopez, les acteurs principaux du film ont suivi une formation au chant[2].
- Clovis Cornillac et Alice Pol avaient déjà tourné ensemble dans C'est magnifique !. En effet bien que sorti en 2022, soit un an après Si on chantait, le film fut en fait tourné durant l'été 2019.
- En raison des mesures sanitaires, l'équipe de tournage n'a pu se contenter que d'une vingtaine de figurants pour la séquence finale au Stade du Hainaut. La production a eu par la suite recours à des effets numériques pour simuler un match à guichet fermé[2].